# Deutsche Nordische Skimeisterschaften 1997

Logo des Deutschen Skiverbands

Die Deutschen Nordischen Skimeisterschaften 1997 wurden in den baden-württembergischen Städten Titisee-Neustadt und Baiersbronn ausgetragen. Zunächst fanden die vom 23. bis zum 26. Januar die Skilanglaufwettbewerbe statt, ehe vom 14. bis 16. Februar die Wettkämpfe im Skispringen und der nordischen Kombination abgehalten wurden. Austragungsstätten waren die Loipen im Kniebis-Gebiet, die Große Ruhesteinschanze (K 90) und die Hochfirstschanze (K 113). Im Anschluss an die Meisterschaften gab der Deutsche Skiverband das 21-köpfige Aufgebot für die Weltmeisterschaften in Trondheim bekannt.

## Programm und Zeitplan
| Datum            | Ereignis              | Ort                    | Geschlecht |  |
| ---------------- | --------------------- | ---------------------- | ---------- |  |
| Do., 23. Januar  | 30 km Langlauf        | Baiersbronn            | Männer     |  |
| Do., 23. Januar  | 15 km Langlauf        | Baiersbronn            | Frauen     |  |
| Sa., 25. Januar  | 15 km Langlauf        | Baiersbronn            | Männer     |  |
| Sa., 25. Januar  | 10 km Langlauf        | Baiersbronn            | Frauen     |  |
| So., 26. Januar  | 4 × 10 km Staffellauf | Baiersbronn            | Männer     |  |
| So., 26. Januar  | 4 × 5 km Staffellauf  | Baiersbronn            | Frauen     |  |
|                  |                       |                        |            |  |
| Fr., 14. Februar | Teamspringen          | Große Ruhesteinschanze | Männer     |  |
| Fr., 14. Februar | Einzel (NS/15 km)     | Baiersbronn            | Männer     |  |
| Sa., 15. Februar | Normalschanze         | Große Ruhesteinschanze | Männer     |  |
| So., 16. Februar | Großschanze           | Hochfirstschanze       | Männer     |  |
| So., 16. Februar | Teamsprint            | Baiersbronn            | Männer     |  |

## Medaillenspiegel
| Platz | Bundesland          | Gold | Silber | Bronze | Gesamt |
| ----- | ------------------- | ---- | ------ | ------ | ------ |
| 1.    | Thüringen           | 3    | 4      | 1      | 8      |
| 2.    | Bayern              | 3    | 3      | 3      | 9      |
| 3.    | Baden-Württemberg   | 2    | 1      | 2      | 5      |
| 4.    | Hessen              | 2    | 0      | 0      | 2      |
| 5.    | Nordrhein-Westfalen | 1    | 0      | 2      | 3      |
| 6.    | Sachsen             | 0    | 3      | 3      | 6      |

## Skilanglauf

### Frauen

#### 10 km klassisch
| Platz | Sportlerin     | Verein                | Zeit (min) |
| ----- | -------------- | --------------------- | ---------- |
| 01    | Anke Schulze   | SC Willingen          | 37:53,0    |
| 02    | Manuela Henkel | WSV Oberhof 05        | 38:10,6    |
| 03    | Britta Wienand | SC Siedlinghausen     | 38:51,0    |
| 04    | Kati Wilhelm   | SC Motor Zella-Mehlis | 39:05,9    |
| 05    | Viola Bauer    | WSC Oberwiesenthal    | 39:23,2    |

Datum: Samstag, 25. Januar 1997
Mit 17,6 Sekunden Vorsprung auf Manuela Henkel wurde Anke Schulze deutsche Meisterin über 10 km im klassischen Stil.

#### 15 km Freistil
| Platz | Sportlerin     | Verein                | Zeit (min) |
| ----- | -------------- | --------------------- | ---------- |
| 01    | Anke Schulze   | SC Willingen          | 45:00,1    |
| 02    | Constanze Blum | SC Motor Zella-Mehlis | 45:48,3    |
| 03    | Lena Erhard    | WSV-DJK Rastbüchl     | 46:22,9    |

Datum: Donnerstag, 23. Januar 1997
Anke Schulze lief die 15 Kilometer in 45:00,1 Minuten und wurde somit souverän mit 48,2 Sekunden Vorsprung auf Constanze Blum zum dritten Mal Deutsche Meisterin. Neben der Titelverteidigerin Manuela Henkel traten einige Athletinnen nicht an, sodass das Teilnehmerfeld nur aus 19 Skilangläuferinnen bestand.

#### 4 × 5 km Staffel
| Platz | Verband         | Sportlerinnen                                                  | Zeit (h)  |
| ----- | --------------- | -------------------------------------------------------------- | --------- |
| 01    | Thüringen       | Manuela Henkel Kati Wilhelm Corinna May Constanze Blum         | 1:10:10,9 |
| 02    | Bayern          | Sigrid Wille Martina Titscher Evi Sachenbacher Lena Erhard     | 1:11:39,7 |
| 03    | Westdeutschland | Steffi Völkel Britta Wienand Christina Schneider Cornelia Roth | 1:11:43,7 |

Datum: Sonntag, 26. Januar 1997
Das Quartett aus Manuela Henkel, Kati Wilhelm, May und Constanze Blum sicherte sich souverän den Staffelsieg vor den Vertreterinnen Bayerns. Die Athletinnen des Westdeutschen Skiverbands platzierten sich noch vor den beiden Staffeln aus Sachsen auf dem Podest.

### Männer

#### 15 km klassisch
| Platz | Sportler          | Verein                    | Zeit (min) |
| ----- | ----------------- | ------------------------- | ---------- |
| 01    | Jochen Behle      | SC Monte Kaolino Hirschau | 49:23,4    |
| 02    | Andreas Schlütter | WSV Oberweißenbrunn       | 49:33,7    |
| 03    | Torald Rein       | SC Monte Kaolino Hirschau | 49:43,2    |

Datum: Samstag, 25. Januar 1997
Nachdem Jochen Behle auf den 30-km-Langlauf verzichtet hatte, holte sich der 36-jährige Sauerländer, der für den SCMK Hirschau startete, auf dem Kniebis bei Baiersbronn nach 37:53,0 Minuten seinen 28. Einzeltitel bei einer deutschen Meisterschaft. Auf der viermal zu laufenden 3,75-km-Runde kam Behle mit der nassen und teils sehr weichen Spur am besten zurecht und verwies Andreas Schlütter auf den zweiten Rang.

#### 30 km Freistil
| Platz | Sportler              | Verein              | Zeit (h)  |
| ----- | --------------------- | ------------------- | --------- |
| 01    | Peter Schlickenrieder | SC Schliersee       | 1:26:20,1 |
| 02    | Janko Neuber          | WSC Oberwiesenthal  | 1:27:29,5 |
| 03    | Andreas Schlütter     | WSV Oberweißenbrunn | 1:27:32,8 |

Datum: Donnerstag, 23. Januar 1997
Das Skatingrennen über 30 Kilometer gewann Peter Schlickenrieder bei einem schwach besetzten Teilnehmerfeld von 23 Athleten mit einem Vorsprung von über einer Minute. Während Jochen Behle nicht an den Start ging, gab der grippekranke Johann Mühlegg vor rund 1000 Zuschauern nach 15 km entkräftet auf.

#### 4 × 10 km Staffel
| Platz | Verband   | Sportlerinnen                                                         | Zeit (h)  |
| ----- | --------- | --------------------------------------------------------------------- | --------- |
| 01    | Bayern I  | Andreas Schlütter Jochen Behle René Sommerfeldt Peter Schlickenrieder | 2:18:36   |
| 02    | Bayern II | Torald Rein Marc Jeschke Tobias Angerer Wolf Wallendorf               | 2:20:09,7 |
| 03    | Sachsen   | Janko Neuber Jörn Frohs Kyrill Kretschmar Frank Nitsch                | 2:22:39,3 |

Datum: Sonntag, 26. Januar 1997
Der Bayerische Skiverband feierte in der Verbandsstaffel einen Doppelsieg. Jochen Behle gewann somit seinen 42. deutschen Meistertitel, jedoch forderte der neue Rekordmeister im Anschluss an den Wettbewerb die Abschaffung von Staffelrennen.

## Nordische Kombination

### Einzel (K 90/15 km)
| Platz | Sportler       | Verein                | Sprungpkt. | Laufzeit (min) | Rückstand (min) |
| ----- | -------------- | --------------------- | ---------- | -------------- | --------------- |
| 01    | Jens Deimel    | SK Winterberg         | 223,5      | 43:39,0        |                 |
| 02    | Ralf Adloff    | SV Klingenthal        | 205,5      | 42:33,3        | +0:42,3         |
| 03    | Matthias Looß  | SV Klingenthal        | 219,5      | 44:06,7        | +0:51,7         |
| 04    | Sven Koch      | SC Motor Zella-Mehlis |            |                | +2:07,1         |
| 05    | Thomas Abratis | SV Klingenthal        |            |                | +2:55,9         |

Datum: Freitag, 14. Februar 1997
Den Kampf um den Kombinationstitel gewann der Winterberger Jens Deimel bei einem Teilnehmerfeld von 35 Personen. Nachdem Deimel mit Sprüngen auf 84 und 82 Meter mit 223,5 Punkten benotet wurde, absolvierte er auch die viermal zu bewältigende 3,5-km-Schleife hervorragend. Mit der zweitbesten Laufzeit belegte Ralf Adloff den zweiten Platz vor seinem Teamkameraden Matthias Looß. Mit großem Rückstand auf die Medaillenränge folgten Sven Koch, Thomas Abratis und Enrico Heisig. Ebenso fiel Heinz Schnurr, der nach dem Springen noch gleichauf mit Deimel gelegen hatte, auf den elften Rang zurück.

### Teamsprint
| Platz | Verband      | Sportler                    | Sprungpkt. | Laufzeit (min) | Rückstand (min) |
| ----- | ------------ | --------------------------- | ---------- | -------------- | --------------- |
| 01    | Thüringen I  | Sven Koch Enrico Heisig     | 223,8      | 42:19,0        |                 |
| 02    | Sachsen I    | Ralf Adloff Thomas Abratis  | 221,0      | 42:09,1        | +0:02,0         |
| 03    | Thüringen II | Falk Weber Riccardo Stärker | 214,5      | 43:08,0        | +1:29,0         |

Datum: Sonntag, 16. Februar 1997
Den Teamsprint gewann das thüringische Duo Sven Koch und Enrico Heisig mit zwei Sekunden Vorsprung auf die Sachsen Ralf Adloff und Thomas Abratis, wobei Heisig erst kurz vor dem Ziel Abratis überspurtete.

## Skispringen

### Normalschanze
| Platz | Sportler          | Verein              | Weite 1 (m) | Weite 2 (m) | Punkte |
| ----- | ----------------- | ------------------- | ----------- | ----------- | ------ |
| 01    | Dieter Thoma      | SC Hinterzarten     | 090,0       | 086,0       | 239,5  |
| 02    | Gerd Siegmund     | WSV Oberhof 05      | 083,5       | 085,0       | 231,0  |
| 03    | Hansjörg Jäkle    | SC Schonach         | 084,0       | 085,5       | 230,5  |
| 04    | Martin Schmitt    | SC Furtwangen       | 082,0       | 076,0       | 205,5  |
| 05    | Frank Reichel     | Oberwiesenthaler SV | 081,5       | 075,5       | 205,0  |
| 06    | Dirk Else         | Oberwiesenthaler SV | 080,0       | 076,5       | 203,0  |
| 07    | Alexander Herr    | SV Rohrhardsberg    | 080,5       | 075,0       | 201,0  |
| 08    | Michael Wagner    | SK Berchtesgaden    | 080,0       | 074,5       | 199,0  |
| 09    | Christof Duffner  | SC Schönwald        | 076,0       | 079,5       | 198,0  |
| 10    | Michael Schreiber | Oberwiesenthaler SV | 079,5       | 075,0       | 197,5  |

Datum: Samstag, 15. Februar 1997
Beim Einzelwettbewerb von der Normalschanze konnte lediglich der spätere Meister Dieter Thoma überzeugen, der mit Weiten von 90 und 86 Metern der Konkurrenz davon sprang. Und am Samstag störte erst der Wind, dann brachten Schneeschauer die Veranstaltung an den Rand des Abbruchs.

### Großschanze
| Platz | Sportler         | Verein                | Weite 1 (m) | Weite 2 (m) | Punkte |
| ----- | ---------------- | --------------------- | ----------- | ----------- | ------ |
| 01    | Dieter Thoma     | SC Hinterzarten       | 115,0       | 118,0       | 242,1  |
| 02    | Ronny Hornschuh  | SC Motor Zella-Mehlis | 106,0       | 109,0       | 208,2  |
| 03    | Martin Schmitt   | SC Furtwangen         | 103,0       | 110,0       | 207,1  |
| 04    | Dionis Vodnev 1  | SV Meßstetten         | 110,0       | 112,0       | 203,8  |
| 05    | Hansjörg Jäkle   | SC Schonach           | 101,0       | 108,0       | 202,4  |
| 06    | Sven Hannawald   | SC Hinterzarten       | 099,0       | 110,0       | 201,9  |
| 07    | Christof Duffner | SC Schönwald          | 101,0       | 107,0       | 197,6  |
| 08    | Alexander Herr   | SV Rohrhardsberg      | 100,0       | 107,0       | 196,8  |
| 09    | Kai Bracht       | WSV Oberhof 05        | 096,0       | 101,0       | 177,3  |
| 10    | Mathias Witter   | WSV Isny              | 101,0       | 096,0       | 176,8  |

Datum: Sonntag 16. Februar 1997
Zum Abschluss der Meisterschaften demonstrierte Dieter Thoma erneut die fehlende Breite im deutschen Skispringen und wurde mit großem Vorsprung deutscher Meister von der Großschanze. Thoma war der einzige Athlet, der beides Mal über den Konstruktionspunkt von 113 Metern springen konnte. Das Feld wurde in ein A- und ein B-Finale aufgeteilt, sodass 19 Springer um den Titel kämpften, während sich die restlichen Sportler ab Rang 20 platzieren konnten.

### Team
| Platz | Verband           | Sportler                                                    | Gesamtpunkte |
| ----- | ----------------- | ----------------------------------------------------------- | ------------ |
| 01    | Thüringen         | Gerd Siegmund Kai Bracht Ralph Gebstedt Ronny Hornschuh     | 896,0        |
| 02    | Baden-Württemberg | Dieter Thoma Christof Duffner Hansjörg Jäkle Martin Schmitt | 864,5        |
| 03    | Sachsen I         | Rico Meinel Frank Reichel Olaf Hegenbarth Michael Schreiber | 807,0        |

Datum: Freitag, 14. Februar 1997
Die Vertreter aus Thüringen sicherten sich bei strömenden Regen den Teamsieg von der Normalschanze.

## WM-Aufgebot
Das DSV-Aufgebot für die Weltmeisterschaften in Trondheim bestand aus 21 Athletinnen und Athleten.
| Disziplin                 | Geschlecht                                                                                        | Geschlecht                                                          |
| Disziplin                 | Männer                                                                                            | Frauen                                                              |
| ------------------------- | ------------------------------------------------------------------------------------------------- | ------------------------------------------------------------------- |
| Skilanglauf (11)          | Johann Mühlegg Uwe Bellmann Jochen Behle Peter Schlickenrieder René Sommerfeldt Andreas Schlütter | Anke Schulze Constanze Blum Manuela Henkel Kati Wilhelm Ramona Roth |
| Nordische Kombination (5) | Matthias Looß Jens Deimel Ronny Ackermann Jens Gaiser Georg Hettich                               | –                                                                   |
| Skispringen (5)           | Dieter Thoma Christof Duffner Hansjörg Jäkle Frank Reichel Martin Schmitt                         | –                                                                   |